# Aceratium hypoleucum
Aceratium hypoleucum är en tvåhjärtbladig växtart som beskrevs av Kanehira & Hatusima. Aceratium hypoleucum ingår i släktet Aceratium och familjen Elaeocarpaceae. Inga underarter finns listade i Catalogue of Life.